# Téo Andant
Téo Andant, né le 21 juillet 1999 à Nice, est un athlète français spécialiste du 400 mètres.

## Carrière sportive

### 2015 - 2016
Téo Andant termine 3e (49 s 18) du 400 mètres du Championnat de France U18 en juillet 2015. Il devient champion de France U18 du 400 mètres en salle en février 2016, avec un chrono de 49 s 23.
Le 27 novembre 2016, lors d'un meeting à Aubière, il établit le nouveau record de France cadet du 400 m en salle en 48 s 05.

### 2017
Lors des Championnats de France juniors en salle 2017, il remporte le 400 mètres dans le temps de 47 s 83.
Il représente Monaco aux Jeux des petits États d'Europe 2017 à Saint-Marin, où il remporte le 400 mètres devant Par Kristin Jason et Philippe Hilger.
Il gagne le 400 mètres lors des championnats de France juniors en plein air, et obtient la médaille d'argent au titre du relais 4 x 400 mètres lors des championnats d'Europe junior 017 avec Fabrisio Saïdy, Lidji M'baye et Wilfried Happio, compétition dans laquelle il a été éliminé en demi-finale du 400 mètres, malgré son record personnel établi en série en 47 s 05.
En fin d'année 2017, Téo Andant rejoint l'INSEP à Paris où il s'entraîne avec Marc Vecchio et Mame-Ibra Anne. 

### 2018
En février 2018, il termine 4e du 400 mètres lors du Championnat de France U20 en salle.
L'été suivant, il participe aux championnats du monde juniors 2018, où il finit 4e du relais 4 × 400 m. Il participe également aux Championnats de France d'athlétisme U20, où il termine 3e du 200 mètres et 4e du 400 mètres.

### 2019
Lors des Jeux des petits États d'Europe 2019 organisés au Monténégro, Téo Andant remporte le 400 mètres ainsi que le relais 4 × 400 m. Lors des Championnats de France d'Athlétisme U23, il décroche le bronze sur le 400 mètres.
Avec l’Équipe de France il participe aux championnats d'Europe espoirs à Gävle en Suède, où il remporte la médaille de bronze avec le relais 4 × 400 m aux côtés de Loïc Prévot, Lidji M'baye et Fabrisio Saïdy. Il participe au 400 mètres des Championnats de France mais il est éliminé en demi-finale.

### 2020
Il atteint pour la première fois la finale des championnats de France en salle mais se classe 4e de la finale en améliorant son record (47 s 63).
Après avoir porté son record personnel à 46 s 89 lors du meeting de Bruxelles en août, il décroche la médaille d'argent des championnats de France en battant son record (46 s 80).

### 2021
En février 2021, lors des championnats de France en salle, il obtient la médaille de bronze tout en portant son record à 47 s 03. Il est ensuite sélectionné pour les championnats du monde de relais en Pologne, mais une blessure l'oblige à déclarer forfait une semaine avant la compétition.
Il devient champion de France espoir le 4 juillet 2021 dans le temps de 46 s 49, nouveau record personnel. Une semaine plus tard, il participe aux championnats d'Europe espoir à Tallinn où il décroche la médaille d'or avec ses coéquipiers du relais 4 × 400 m (El-Mir Reale, David Sombé et Ludovic Ouceni).

### 2022
Aux Championnats de France organisés à Caen, Téo Andant termine 2e du 400 m en 45 s 99, nouveau record personnel, passant pour la première fois sous la barrière des 46 secondes.
Il est ensuite sélectionné pour les championnats du monde à Eugène où il termine 7e de la finale du relais 4 × 400 m avec Thomas Jordier, Loïc Prévot et Simon Boypa.
Le 20 août 2022, il remporte la médaille de bronze du relais 4 × 400 m lors des championnats d'Europe de Munich en compagnie de Gilles Biron, Loïc Prévot et Thomas Jordier.

### 2023

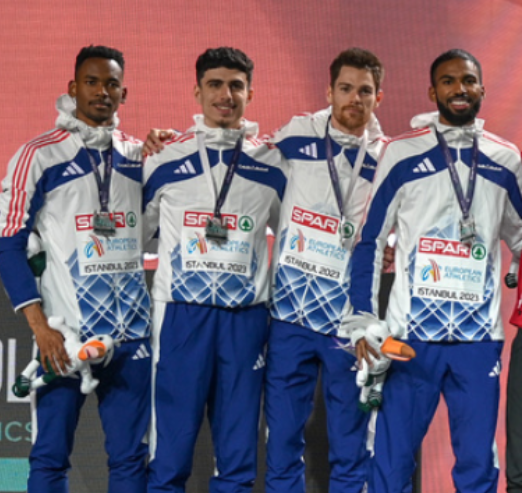
Téo Andant (2e en partant de la gauche) sur le podium du des championnats d'Europe en salle 2023.

En mars 2023, il remporte la médaille d'argent du 4 × 400 m lors des championnats d'Europe en salle d'Istanbul en compagnie de Gilles Biron, Victor Coroller et Muhammad Abdallah Kounta.
Fin juillet, il remporte le 400 mètres des championnats de France 2023 à Albi. 
En août 2023, lors des championnats du monde de Budapest, il remporte la médaille d'argent du relais 4 × 400 m en compagnie de Ludvy Vaillant, Gilles Biron et David Sombé en établissant un nouveau record de France en 2 min 58 s 45. Il se classe par ailleurs 4e du relais 4 × 400 m mixte en établissant un nouveau record de France en série en 3 min 12 s 25.

## Palmarès

### International

#### Avec l'Équipe de France
| Date | Compétition                    | Lieu     | Résultat | Épreuve         | Temps         |
| ---- | ------------------------------ | -------- | -------- | --------------- | ------------- |
| 2017 | Championnats d'Europe juniors  | Grosseto | 2e       | 4 × 400 m       | 3 min 09 s 04 |
| 2018 | Championnats du monde juniors  | Tampere  | 4e       | 4 × 400 m       | 3 min 06 s 65 |
| 2019 | Championnats d'Europe espoirs  | Gävle    | 3e       | 4 × 400 m       | 3 min 05 s 36 |
| 2021 | Championnats d'Europe espoirs  | Tallin   | 1er      | 4 × 400 m       | 3 min 05 s 01 |
| 2022 | Championnats du monde          | Eugene   | 7e       | 4 × 400 m       | 3 min 01 s 35 |
| 2022 | Championnats d'Europe          | Munich   | 3e       | 4 × 400 m       | 2 min 59 s 64 |
| 2023 | Championnats d'Europe en salle | Istanbul | 2e       | 4 × 400 m       | 3 min 6 s 52  |
| 2023 | Championnats du monde          | Budapest | 2e       | 4 x 400 m       | 2 min 58 s 45 |
| 2023 | Championnats du monde          | Budapest | 4e       | 4 x 400 m mixte | 3 min 12 s 99 |
| 2024 | Jeux olympiques                | Paris    | 9e       | 4 × 400 m       | 3 min 7 s 30  |

#### Avec Monaco
| Date | Compétition                    | Lieu        | Résultat | Épreuve   | Temps         |
| ---- | ------------------------------ | ----------- | -------- | --------- | ------------- |
| 2017 | Jeux des petits États d'Europe | Saint-Marin | 1er      | 400 m     | 47 s 56       |
| 2017 | Jeux des petits États d'Europe | Saint-Marin | 3e       | 4 × 400 m | 3 min 15 s 46 |
| 2019 | Jeux des petits États d'Europe | Monténégro  | 1er      | 400 m     | 48 s 01       |
| 2019 | Jeux des petits États d'Europe | Monténégro  | 1er      | 4 × 400 m | 3 min 14 s 45 |
| 2023 | Jeux des petits États d'Europe | Malte       | 1er      | 400 m     | 45 s 81       |
| 2023 | Jeux des petits États d'Europe | Malte       | 1er      | 4 × 400 m | 3 min 12 s 42 |

### National
| Date | Compétition                     | Résultat | Épreuve | Temps   |
| ---- | ------------------------------- | -------- | ------- | ------- |
| 2020 | Championnats de France          | 2e       | 400 m   | 46 s 80 |
| 2021 | Championnats de France en salle | 3e       | 400 m   | 47 s 03 |
| 2022 | Championnats de France          | 2e       | 400 m   | 45 s 99 |
| 2023 | Championnats de France en salle | 3e       | 400 m   | 46 s 63 |
| 2023 | Championnats de France          | 1er      | 400 m   | 45 s 60 |
| 2025 | Championnats de France en salle | 2e       | 400 m   | 46 s 36 |

## Records
| Épreuve         | Temps              | Lieu         | Date            |              |
| En plein air    | En plein air       | En plein air | En plein air    | En plein air |
| --------------- | ------------------ | ------------ | --------------- | ------------ |
| 400 m           | 45 s 18            | Madrid       | 22 juillet 2023 |              |
| 4 × 400 m       | 2 min 58 s 45 (NR) | Budapest     | 27 août 2023    |              |
| 4 × 400 m mixte | 3 min 12 s 25 (NR) | Budapest     | 19 août 2023    |              |
| En salle        |                    |              |                 |              |
| 400 m           | 46 s 63            | Aubière      | 19 février 2023 |              |
| 4 × 400 m       | 3 min 6 s 52       | Istanbul     | 5 mars 2023     |              |